# Medetera quinta
Medetera quinta är en tvåvingeart som först beskrevs av Octave Parent 1936.  Medetera quinta ingår i släktet Medetera och familjen styltflugor.
Artens utbredningsområde är Kongo. Inga underarter finns listade i Catalogue of Life.